# WYSIWYM
WYSIWYM és un acrònim per a What You See Is What You Mean (El que veus és el que vols dir), i es refereix a un paradigma d'edició de documents. És una alternativa al WYSIWYG (el que veus és el que obtens), que mostra el document a la pantalla tal com s'imprimirà.
En un editor, l'usuari escriu els continguts en una manera estructurada segons el seu significat, en comptes de dissenyar la seva aparença. Per exemple, en un document WYSIWYM l'usuari pot marcar text com a títol del document, el nom d'una secció, o el nom d'un autor. Això requereix conèixer l'estructura del document (semàntica dels continguts) abans d'editar-lo. L'editor també necessita tenir un sistema per exportar el text editat i generar el format final del document, seguint l'estructura indicada. L'avantatge principal d'aquest sistema és una separació de la presentació i contingut: els usuaris poden concentrar els seus esforços en estructurar i escriure el document, en comptes de preocupar-se sobre l'aparença del document, que se n'encarrega el sistema d'exportació. Un altre avantatge és que el mateix contingut es pot exportar en diferents formats fàcilment.